# Повракульська
Повракульська (рос. Повракульская) — присілок в Приморському районі Архангельської області Російської Федерації.
Населення становить 631 особу. Входить до складу муніципального утворення Талазьке поселення.

## Історія
Від 2004 року входить до складу муніципального утворення Талазьке поселення.

## Населення
| 2002 | 2010 | 2012 |
| ---- | ---- | ---- |
| 636  | ↘559 | ↗631 |